# 海宁皮影戏
海宁皮影戏为流行于中国浙江省嘉兴海宁市一带的一种传统皮影戏，为南宋时自北方传入，并与当地的海塘盐工曲、海宁小调等民间小调、手工技艺和生活习俗相结合发展而成，作为江南皮影戏的代表现已被列为中华人民共和国国家级非物质文化遗产。
海宁皮影戏唱腔上以亂彈、弋阳腔、海盐腔为主要基调，杂有地方戏曲以及山歌调、花园调、采茶调等民间小调，曲调高亢、激昂，宛转幽雅，配以笛子、板胡、二胡等乐器；影偶以羊皮或牛皮为材料，制作上具有少雕镂、重彩绘、单线平涂的特点，造型多为单手、并足（侧身）；表演上以武打戏中的持刀枪、挥拳格斗、挑头（砍头）等高难度动作尤为精彩。现已搜集的剧目有243个，包括正本戏78个和开台折子戏（多为武打戏）165个，其它剧种没有的特殊剧目有《聚宝盆》、《后玉婿蜒》等。

## 图集
- 海宁皮影戏影偶-二郎神
- 海宁皮影戏影偶-哪吒
- 海宁皮影戏影偶-托塔天王和太上老君